# Byesville

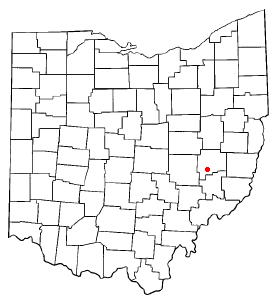
Byesville na planie stanu Ohio

Byesville – wieś w USA, w stanie Ohio, w hrabstwie Guernsey.
Liczba mieszkańców w 2010 roku wynosiła 2 438, a w roku 2012 wynosiła 2 420.